# Pistacia khinjuk
Pistacia khinjuk är en sumakväxtart som beskrevs av John Ellerton Stocks. Pistacia khinjuk ingår i släktet Pistacia och familjen sumakväxter. Inga underarter finns listade i Catalogue of Life.